# Minerální voda

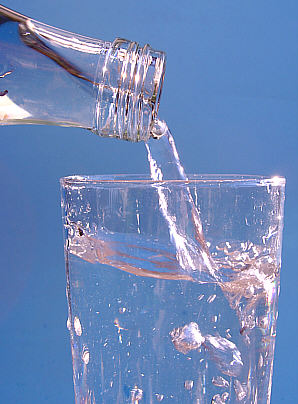
Minerální voda

Minerální voda, zkráceně minerálka, je běžné označení pro pitnou vodu z minerálního pramene, která má zvýšený přirozený obsah minerálů.
Termín „minerální voda“ je obecně chápán podle historických zvyklostí v konkrétních regionech. V Evropě po staletí splýval s pojmem lázeňský pramen a rámci České republiky byl tento termín užíván v souladu s normou ČSN 86 8000 pro přírodní vody s vyšším obsahem rozpuštěných látek, vody proplyněné, vody s vyšší teplotou či s vyšší radioaktivitou než je u běžných vod v jejich okolí běžné apod. Problém vznikl při přejímání cizího slova "minerální", které se ujalo lépe než obtížněji vyslovitelné slovo "mineralizovaná voda".
V roce 2001 byla terminologie sjednocena a za (přírodní) minerální vodu může být prohlášena prakticky každá podzemní voda, která má "původní čistotu", je stabilní a její zdroj je dobře chráněn. Bez ohledu na to, zda má minerálních látek moc nebo málo. Musí ovšem pocházet z chráněného podzemního zdroje přírodní minerální vody schváleného Ministerstvem zdravotnictví.
V některých zahraničních oblastech může být použití termínu minerální voda poměrně problematické. Zvlášť v oblastech s aktivní sopečnou činností je minerální voda (jak ji chápeme dle měřítek ČSN 86 8000) zcela běžnou záležitostí a mineralizace kolem 1 g/l nepředstavuje nic nezvyklého.

## Minerální vody v České republice

### Historická (dnes již neplatná) norma ČSN 86 8000 O minerálních vodách
Do roku 2001 byla v souladu s normou ČSN jako minerální voda chápána taková, která splňovala alespoň jedno z následujících sedmi kritérií:
- mineralizace minimálně 1 gram / litr
- obsah CO2 minimálně 1 gram / litr
- obsah H2S minimálně 1 gram / litr
- obsah Fe2+ minimálně 10 miligramů na litr
- zvýšené množství pro zdraví významného chemického prvku (I, F, S, H2SiO3 aj.)
- teplota vývěru přesahuje 20 °C
- vykazuje radioaktivitu 1500 Bq/l způsobenou radonem (222Rn)

### Zákon č. 164/2001 Sb. a vyhláška 423/2001 Sb.
V souvislosti se sjednocením právního systému po vstupu České republiky do Evropské unie došlo ke změně legislativy a původní normu ČSN nahradil zmíněný lázeňský zákon a vyhláška o zdrojích a lázních, podle jejíž přílohy č. 1 (kritéria pro hodnocení minerálních vod, plynů a peloidů) je minerální voda přirozeně se vyskytující podzemní voda původní čistoty, stálého složení a vlastností, která má z hlediska výživy fyziologické účinky dané obsahem minerálních látek, stopových prvků nebo jiných součástí, které umožňují její použití jako potraviny a k výrobě balených minerálních vod. To je prakticky každá voda vytěžená z podzemí bez ohledu na úroveň mineralizace.
Má-li být nějaká minerální voda oficiálně lázeňsky a léčebně využívána, pak konkrétní pramen (vrt) musí být osvědčen rozhodnutím Ministerstva zdravotnictví jako přírodní léčivý zdroj. Stejně tak musí být rozhodnutím Ministerstva zdravotnictví osvědčen i zdroj přírodní minerální vody, která se používá na výrobu balených minerálních vod.
Výrobce přírodní minerální vody musí splnit požadavky „lázeňského zákona“, tzn. např. prokázat, že podzemní voda s obsahem minerálních látek nižším než 1 gram na litr má prokazatelné příznivé fyziologické účinky na lidský organismus. Fyziologický účinek znamená, že přírodní minerální voda obsahuje nějaký prvek, který organismus potřebuje ke svému zdárnému vývoji.
Odlišnou skupinou minerálních vod jsou minerální vody léčivé, tedy vody s prokazatelnými léčivými účinky. Podle původní klasifikace v podobném významovém rozsahu byly tyto vody dříve značené jako minerální. Dnešní léčivé vody musejí splňovat alespoň jedno z následujících pěti kritérií:
- mineralizace minimálně 1 gram / litr
- obsah CO2 minimálně 1 gram / litr
- obsah pro zdraví významného chemického prvku
- teplota vývěru přesahuje 20 °C
- radioaktivita přes 1500 bq/l

### Dělení minerálních vod
Na základě legislativy z roku 2001 jsou minerální vody dělené:
- Podle celkové mineralizace
  - velmi slabě mineralizované - do 50 mg/l
  - slabě mineralizované - 50 - 500 mg/l (např. Dobrá voda - 146 mg/l)
  - středně mineralizované - 500 - 1500 mg/l (např. Ondrášovka - 740 mg/l)
  - silně mineralizované - 1500 - 5000 mg/l (např. Poděbradka)
  - velmi silně mineralizované - přes 5000 mg/l (např. Šaratica - 12785 mg/l)
- Podle rozpuštěných plynů a obsahu významných složek
  - uhličité - obsah CO2 minimálně 1000 mg/l
  - sirné - obsah titrovatelné síry nad 2 mg/l
  - jodidové - obsah jodidů nad 5 mg/l
  - ostatní (např.:)
    - se zvýšeným obsahem kyseliny křemičité (nad 70 mg/l)
    - se zvýšeným obsahem fluoridů (nad 2 mg/l)
- Podle pH pouze tehdy, jde-li o vody:
  - silně kyselé - pH pod 3,5
  - silně alkalické - pH nad 8,5
- Podle radioaktivity
  - radonové - radioaktivita nad 1500 Bq/l způsobená radonem 222Rn
- Podle přirozené teploty u vývěru
  - studené - do 20 °C
  - termální
    - vlažné - do 35 °C
    - teplé - do 42 °C
    - horké - nad 42 °C
- Podle osmotického tlaku
  - hypotonické - <710 kPa (280 mOsm)
  - isotonické - 710 - 760 kPa (280-300 mOsm)
  - hypertonické - >760 kPa (300 mOsm)
- Podle hlavních složek – podle složek, které jsou v součtu součinů látkové koncentrace a nábojového čísla všech aniontů (nebo kationtů) zastoupeny alespoň 20 %. Charakterizuje se v pořadí od nejvíce zastoupených složek (nejprve pro anionty, poté pro kationty)
- Podle využitelnosti jako léčivé, pokud jsou na základě odborného posudku použitelné k léčebným účelům.
- Podle vlastností jako stabilní, pokud splňuje následující podmínky:
  - teplota, mineralizace a obsah CO2 kolísá jen v rámci přirozených výkyvů max. ±20 %
  - typ vody stanovený podle hlavních složek (viz kapitola výše) se nemění
  - obsah léčivých látek (např. I, F atp.) či radioaktivita nekolísá o více než ±30 % - pokud je na základě jejich obsahu voda klasifikována jako léčivá
  - minimální hodnoty neklesají pod stanovená kritéria

### Další definice a související termíny
I přes novou legislativu z roku 2001 se v hydrogeologické praxi stále užívá termín minerální voda v rozsahu normy ČSN 86 8000. Pokud mluvíme o minerální vodě, je proto důležité specifikovat, jaký význam máme na mysli.
- prostá voda - neobsahuje významné množství rozpuštěných látek; dříve nesplňovala limity normy ČSN 86 8000; voda běžně používaná k pití[1]
- mineralizovaná voda - obsahuje zvýšené množství minerálních látek, ale není přírodního původu[1]
- důlní voda - nejčastější případ mineralizované vody, definuje ji zákon č. 44 / 1988[1]
- kyselka - minerální voda s obsahem CO2 minimálně 1 gram / litr
- lázeňský pramen - pramen se specifickým složením užívaný v evropském lázeňství k vnitřnímu užití pitím či ke koupelím či inhalacím.
- zřídlo - obecně místo, z něhož jsou získávány přírodní zdroje, ve vztahu k minerální vodě pramen (přírodní) či vrt (umělý)[1]

## Zdravotní účinky
Přírodní minerální voda má prokazatelné fyziologické účinky na lidský organismus. Osvědčení fyziologických účinků je jedním ze zásadních rozdílů mezi minerální vodou a pramenitou vodou, nikoliv tedy stupeň mineralizace. Ale pozor, přírodní minerální vody mají „blahodárné“ účinky, nikoliv „léčebné“. Jsou potravinou určenou ke každodenní spotřebě na rozdíl od zcela odlišných přírodních léčivých vod s prokazatelnými léčivými účinky, Ty se zpravidla používají při léčebné pitné kůře v českém i evropském lázeňství a většinou jsou to zdroje silně mineralizované..
Častá otázka, zda je nutné přírodní minerální vody při běžné konzumaci střídat: záleží na mineralizaci. Nutné tedy nikoliv, ale je dobré je čas od času obměnit. Ideálně pak volit podle chuti, věku, činnosti a zdravotních potřeb konkrétní osoby.

## Známé značky minerálních vod

### Česká republika
- Bílinská kyselka - Bílina (okres Teplice)
- Dobrá voda - Byňov u Nových Hradů
- Hanácká kyselka - Horní Moštěnice
- Mattoni - Kyselka
- Korunní – Korunní
- Magnesia - Karlovy Vary
- Il-Sano - Chodová Planá
- Ondrášovka - Moravský Beroun
- Poděbradka - Poděbrady
- Šaratica - Šaratice
- Vincentka - Luhačovice
- Vratislavická kyselka - Vratislavice nad Nisou
- Ida - Běloves
- Rudolfův pramen - Mariánské Lázně
- Zaječická hořká - Bílina (okres Teplice)

#### Města
- Františkovy Lázně
- Janské Lázně
- Konstantinovy Lázně
- Luhačovice
- Mariánské Lázně
- Teplice
- Bílina
- Karlovy Vary